# 일본의 종교

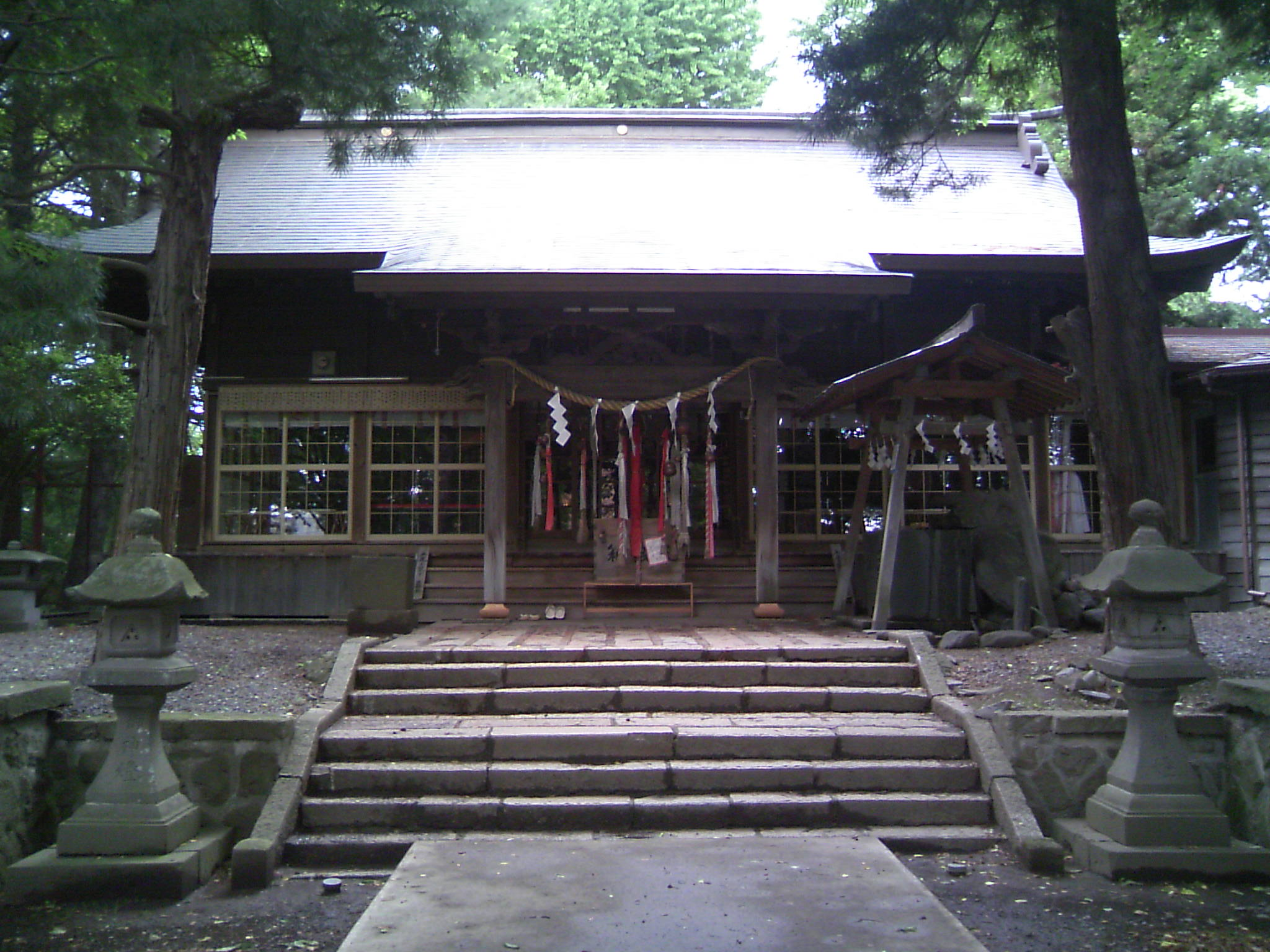
일본의 신사

일본의 종교(日本-宗敎, 일본어: 宗教, しゅうきょう 슈-쿄-[*])는 일본인들의 종교 문화 및 종교 생활을 통칭하는 말이다. 일본은 다수의 종교적 전통이 상호 영향을 주고받으면서 공존해왔기 때문에 종교 생활의 양상이 매우 다양하다. 때문에 일본인들은 종교 생활을 신앙 생활이 아닌 생활 관습으로 여긴다.
일본 정부는 종교의 자유를 보장하며, 국교를 인정하지 않는다. 신토, 불교, 기독교를 비롯한 주요 종교들은 종교법인으로서 문부과학성 산하 문화청에 등록되어 있다. 또 한 사람이 여러 개의 종교를 믿는 경우가 많으며, 신토나 불교, 기독교 등의 다른 종교들의 사상을 반영한 새로운 종교들이 매우 자주 발생하는데, 이러한 신흥 종교들은 기복 신앙을 바탕으로 하고 있다.

## 신토
신토(일본어: 神道), 혹은 신도는 일본 지역에서 발생한 애니미즘 신앙을 바탕으로 한 토착 신앙이다. 초기에는 자연물과 자연 현상 등을 신처럼 섬겼으나, 점차 조상이나 스가와라노 미치자네, 죽은 천황 등의 실존 인물들 또한 신으로 모시기 시작했다. "신토"라는 용어는 《일본서기》에 처음으로 등장하였는데, 처음에는 종교 의식이나 신, 신들을 모시는 장소인 신사(神社)를 통틀어 일컫는 말이었다. "신토"라는 용어가 현재와 같은 '일본 고유의 애니미즘 신앙'을 가리키게 된 건 12세기 이후의 일이다. 에도 시대 이후 들어온 주자학 사상과 만나 교리가 체계적으로 정립되었으며, 메이지 시대 이후에는 국가의 주도로 신토의 교리를 학교에서 가르치기도 했다. 제2차 세계 대전 이후 GHQ의 민주화 정책에 따라 교리 교육은 폐지되었고, 현재의 신토는 지역의 신사를 중심으로 종교 행사를 치르는 신사 신토로 남아 있다.
신토의 종교 시설인 신사는 신토 의식을 치르고 신께 소원을 비는 곳으로, 8만 5천곳 이상의 신사가 있다.

## 불교
일본에 불교가 처음 들어온 시기는 백제 성왕 때인 538년경으로, 도장(道藏)이 불상과 경전을 가지고 일본으로 건너가 성을 세웠다. 이후 혜총, 도림, 담혜, 혜미 등 백제의 승려들이 건너가 불교를 전파했으며, 쇼토쿠 태자의 불교 장려책으로 불교는 일본에서 하나의 종교로 위상을 굳혔다. 나라 시대에는 각 율령국을 대표하는 절을 두는 고쿠분지 제도가 시행되기 시작했으며, 중국의 화엄종을 비롯한 6종파가 성행했다. 헤이안 시대에는 당나라 유학 승려 출신인 사이초와 구카이가 각각 천태종과 진언종을 성행시켰다. 이 때까지만 해도 불교는 귀족들을 중심으로 퍼졌으나, 가마쿠라 시대 이후 교세가 농민들 사이에서도 퍼져 센고쿠 시대에는 잇키를 주도하는 사찰도 생겼다. 불교는 에도 시대 이후 정치적 밀착으로 비난의 대상이 되어 쇠락했다가, 메이지 유신 이후 승려들의 주도로 쇄신 운동을 벌였다.
현재 일본의 절은 약 7만 5천곳에 이르며, 승려 수는 18만명이다.

## 기독교
일본에 기독교가 처음으로 들어온 것은 1549년으로, 가톨릭 수도사들이 모인 예수회의 프란치스코 하비에르가 규슈에 처음으로 들어와 선교 활동을 한 시점으로 보고 있다. 기독교도의 수는 17세기 초에 75만명에 이르렀으나, 에도 막부의 탄압으로 외국인 선교사들은 모두 추방되고 기독교는 금지되었다. 메이지 시대에 일본 정부가 미국, 유럽 각국과 교류하기 시작하면서 다시 선교사들이 들어왔다.
현재 일본의 기독교 신자로는 가톨릭 신자가 약 95만명, 장로교 등을 모두 포함하는 개신교 신자가 약 43만명이다.

## 참고 문헌
- 정형, 이이범 (2004년), 《일본 사회문화의 이해》, 보고사, ISBN 89-8433-191-0

## 같이 보기
- 국가신도
- 고쿠가쿠
- 일본의 불교
- 일본의 기독교
- 일본의 개신교
- 신불습합
- 신불분할
- 후미에